# Sellingen
Sellingen est un village qui fait partie de la commune de Westerwolde, situé dans la province néerlandaise de Groningue. Le 1er janvier 2006, le village comptait 1 070 habitants.
Depuis 1889, la mairie de la commune de Vlagtwedde est situé à Sellingen.